# Viktor Kosenko
Viktor Stepanovych Kosenko, em ucraniano Віктор Степанович Косенко (São Petersburgo, 23 de novembro de 1896 — Kiev, 3 de outubro 1938) foi um compositor, pianista e educador ucraniano nascido na Rússia. Considerado por seus contemporâneos como um mestre do lirismo, suas primeiras composições têm uma influência marcante das obras de outros compositores como Alexander Scriabin, Pyotr Ilyich Tchaikovsky, Sergei Rachmaninoff, e seu compatriota Mykola Lysenko.

## Biografia
A vida de Kosenko está dividido em três fases distintas, em Varsóvia, onde estudou com o renomado professor Mikhail Sokolovsky e Iryna Miklashovskaya, em Jitomir, onde ele começou a ensinar piano e teoria musical no Music Technicum, tornando-se posteriormente diretor do Escola de Música Jitomir, e finalmente em Kiev, onde ele dedicou mais tempo à  composições sinfônicas, como sua Heroic Overture, o que lhe trouxe o devido reconhecimento no mundo da música soviética. Um verdadeiro artista no sentido amplo da palavra, Kosenko foi uma pessoa de liderança em meio a coletividade artística da música Ucraniana do século 20.
A música de Kosenko está cheia de sentimento e entonações de canções folclóricas eslavas e influências da música romântica da Europa Ocidental. Suas obras de câmara e sinfônica estão entre as mais importantes de seu tempo na Ucrânia. Foram compostas mais de 100 peças para piano, entre valsas, prelúdios, noturnos, sonatas e mazurcas, num total de cerca de 250 obras musicais.

## Legado musical
Durante seu tempo como professor do Conservatório de Kiev e a composição de seu poema sinfônico Moldovan, a qual ele nunca ouviu executada, Kosenko já estava profundamente interessado em recolher informaçôes sobre a música folclórica da Moldávia. Sendo um cruzamento entre o período pós-romântico e o nacionalismo musical de seu país, a sua música não apresenta nenhuma indicação de ter sido adaptada de que qualquer canção popular. Kosenko usou melodias, harmonias, no modo dórico, lídio e frígio. Alguns destes elementos envolvem polifônia em terças, sextas e décimas, além de quintas "abertas".

### Música para crianças
Kosenko dedicou grande parte de sua atenção às crianças também. Durante a década de 1930, parte de sua produção ficou voltada para esse público mais exigente e imparcial. Sua primeira composição para crianças, intitulada Quatro Peças Infantis (1930), foi escrita especificamente para o reertório da Ucrânia Soviética, demonstrando assim uma profunda compreensão da psicologia infantil e um conhecimento ímpar dos principais objetivos de um professor. Em seguida, veio sua Vinte e Quatro Peças para Piano (1936). a qual se tornou uma das coleções mais populares para as crianças na Ucrânia, mesmo nos dias de hoje.

## Obras musicais
| Piano - 4 Preludios Op. 2 - 3 Mazurkas Op. 3 - 3 Estudos in E major Op. 8 - Sonata para Piano No. 1 in B-flat minor, Op. 13 (1922) - Sonata para Piano No. 2 in C-sharp minor, Op. 14 (1924) - Sonata para Piano No. 3 in F minor, Op. 15 (1926–29) - 11 Estudos em forma de danças antigas Op. 19 (1922–23) - 24 Peças para crianças (1936) Peças para filmes - The Last Port (Останній порт) (1934) | Orchestrais - Moldavian Poem (1937) Concertantes - Concerto para Violin (1919) - Concerto para Piano (1928) Música de câmara - Sonata para cello e piano Op. 20 (1923) - Sonata para violin e piano (1927) - Classical Trio (1927) - Sonata para viola e piano (1928) |